# Waste Management
Waste Management (WM) ist ein  1968 von Wayne Huizenga, Dean Buntrock und Larry Beck gegründetes US-amerikanisches Unternehmen mit Firmensitz in Houston, Texas, das im Bereich der Abfallwirtschaft tätig ist. Die Aktien des Unternehmens werden an der New York Stock Exchange gehandelt und sind im Aktienindex S&P 500 gelistet.
Waste Management  betreibt 103 Recyclinganlagen:6 sowie 244 Deponien (darunter 5 Deponien für Gefährliche Abfälle):4 in den Vereinigten Staaten (Stand: Dezember 2019).
Das beim Abbau organischer Inhaltsstoffe der deponierten Abfälle entstehende Deponiegas von 124 der vom Unternehmen betriebenen Deponien wird aufbereitet und der enthaltene Methananteil zur Stromerzeugung oder als Ersatzbrennstoff für industrielle Prozesse vermarktet oder örtlichen Erdgasnetzen zugeführt.:6 Die amerikanische Umweltschutzbehörde EPA klassifiziert Deponiegas als eine Form erneuerbarer Energie.
Das Unternehmen betreibt seine Anlagen in allen US-Bundesstaaten außer Montana sowie im District of Columbia und Teilen Kanadas.:29
Das operative Geschäft in Puerto Rico und den atlantischen Provinzen in Kanada wurde im Jahr 2014 verkauft; ebenso das Tochterunternehmen Wheelabrator Technologies, welches Müllverbrennungsanlagen betreibt.
Bei 8.924 Fahrzeugen der Müllwagen-Flotte des Unternehmens handelt es sich um Erdgasfahrzeuge.:14
Waste Management ist das größte rein auf Abfallwirtschaft spezialisierte private Unternehmen in den Vereinigten Staaten, gefolgt von dem Unternehmen Republic Services mit Sitz in Phoenix, Arizona.

## Aktionärsstruktur
Das Grundkapital der Gesellschaft verteilt sich auf 423.627.187 Aktien zu einem Nennwert von je 0,01 US-Dollar.:1,105
| Anteilseigner                                                                                           | Anzahl gehaltener Aktien | Anteil am Grundkapital |
| --- | ------------------------ | ---------------------- |
| The Vanguard Group                                                                                      | 36.362.006               | 8,6 %                  |
| BlackRock, Inc.                                                                                         | 33.503.929               | 7,9 %                  |
| William H. Gates III (indirekt, über Cascade Investments LLC und Bill & Melinda Gates Foundation Trust) | 33.217.344               | 7,8 %                  |
| Streubesitz                                                                                             | 320.543.908              | 75,7 %                 |